# Rubik's 360

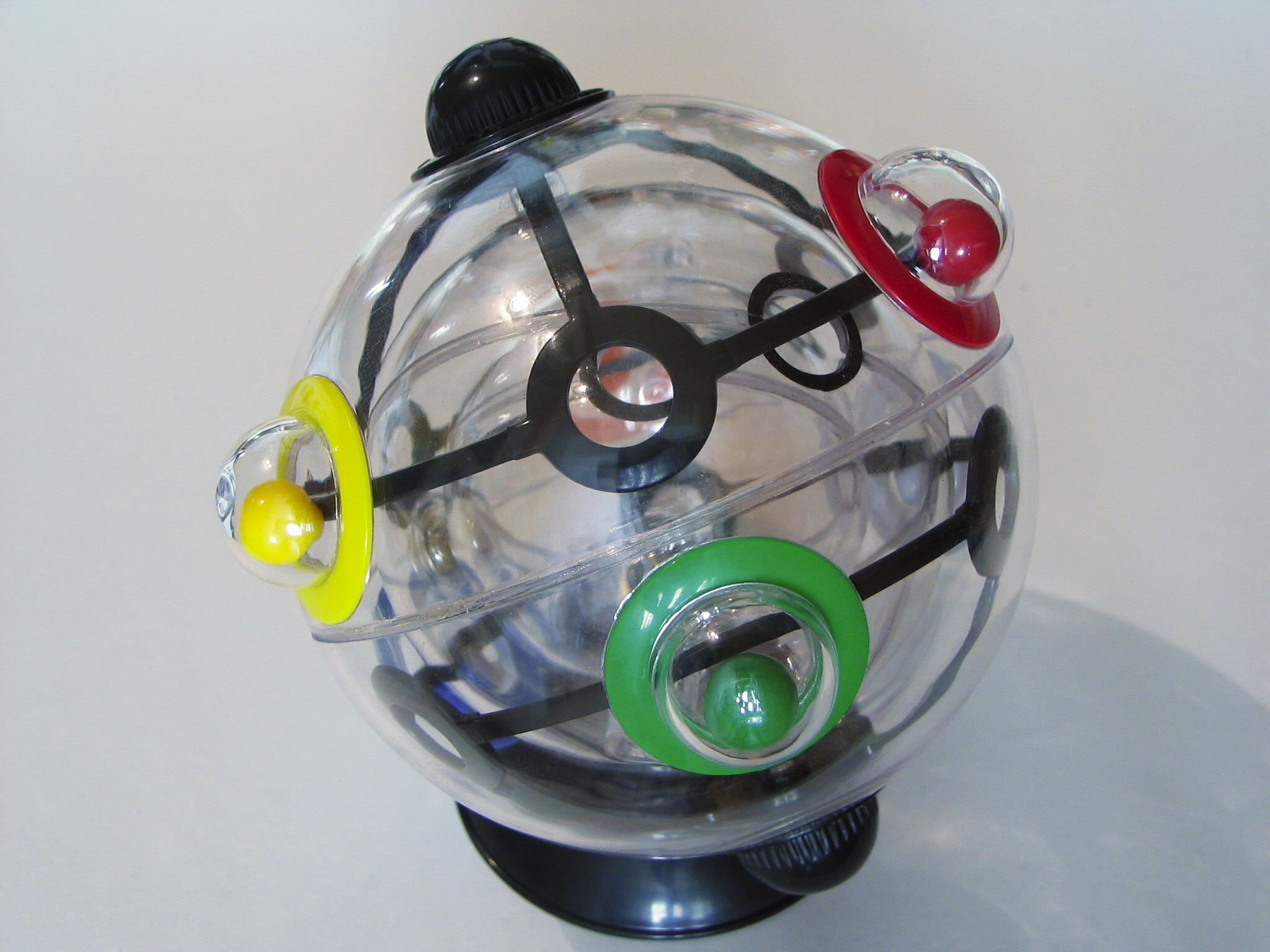
Rubik's 360 risolto.

Rubik's 360 è un rompicapo realizzato dal progettista ungherese Ernő Rubik. A differenza dei precedenti, non si presenta come un cubo, ma come una sfera, da cui il nome "360". Scopo di questo rompicapo non è dunque quello di allineare dei cubetti, ma di portare sei palline (i colori sono gli stessi delle facce dei cubi delle altre edizioni) nelle sezioni esterne della sfera. Fu presentato al pubblico in una fiera in Germania nel febbraio 2009.

## Struttura
Questo rompicapo è costituito da tre sfere concentriche:
- la prima sfera presenta un foro e contiene, nella posizione iniziale, le sei palline. Queste possono passare attraverso il foro per raggiungere la seconda sfera

- la seconda sfera possiede due fori, ciascuno dei quali permette alle palline di raggiungere le sezioni esterne di un emisfero della terza sfera

- la terza sfera possiede sei sezioni esterne, abbinate dal colore alle palline, e due sezioni rotanti nere che permettono di intrappolare le palline che hanno raggiunto la loro destinazione.

Ciò che rende complicata la risoluzione del gioco è la presenza di alcuni contrappesi nelle prime due sfere che mantengono i fori al di sopra dell'asse di rotazione. È necessario capire in che modo essi agiscano per consentire alle palline di vincere la forza di gravità e proseguire verso le sezioni esterne.
Per questo rompicapo, dunque, non esistono calcoli combinatori per studiare la disposizione delle palline.